# 1902 na ciência

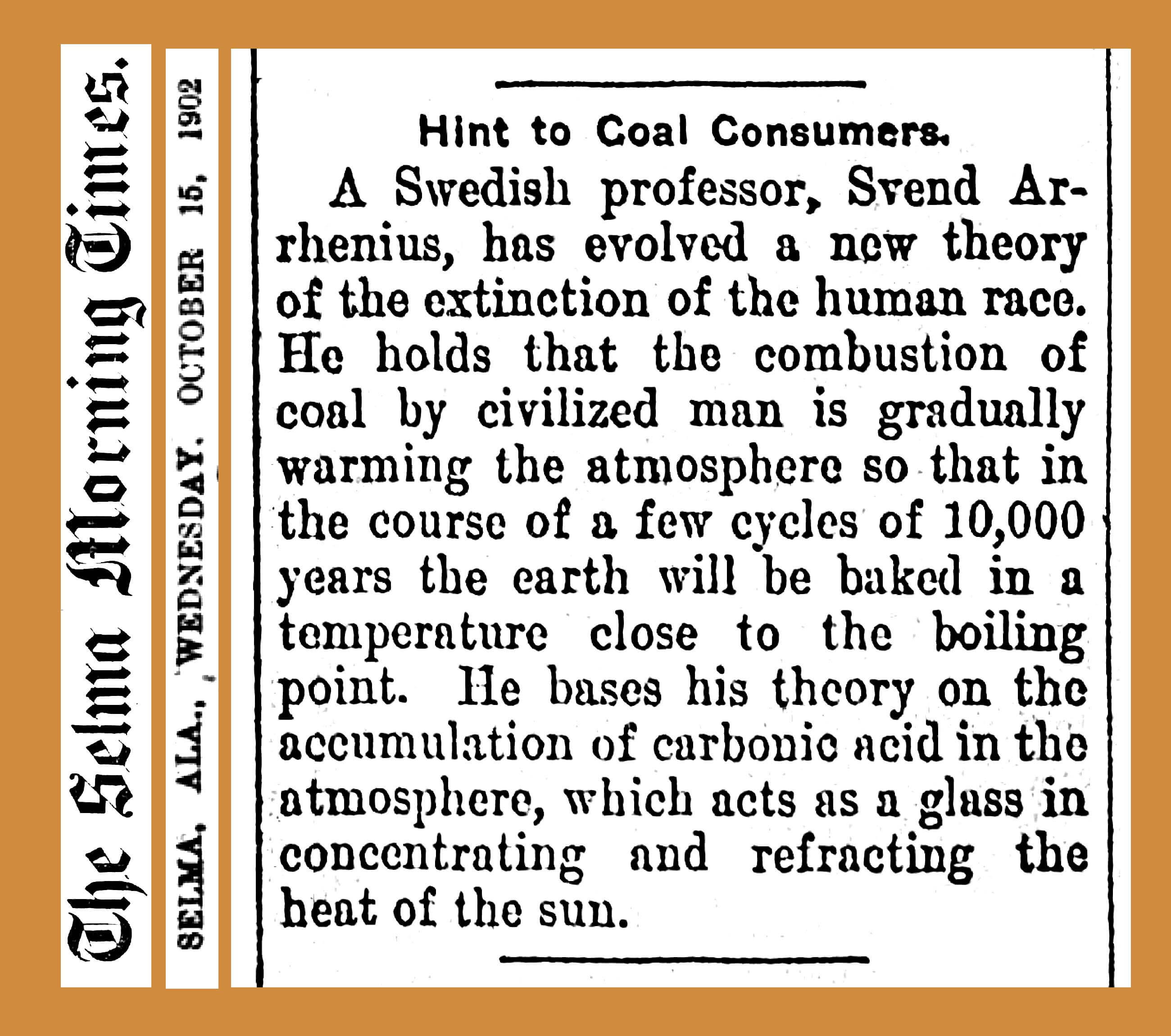
Jornal de 1902 que fala sobre a teoria de Svend Arrhenius e combustão de carvão

## Eventos
- No segundo volume da publicação "Pathologia", António Egas Moniz (prémio Nobel da Medicina) em 1949, defende a visão de que a homossexualidade é uma doença e perversão. Esta ideia irá perdurar durante o século XX e servir de base à criminalização legal desses comportamentos.
- o cromossomo foi identificado como a estrutura que aloca os genes. Desta forma, o papel central dos cromossomas na hereditariedade e nos processos de deselvolvimento foi estabelecido. O fenómeno de linkage genético e a recombinação de genes em cromossomas durante a divisão celular foram explorados, em particular por Thomas Hunt Morgan, através de organismo modelo: a drosophila melanogaster.
- Isolamento dos elementos químicos Polónio[1] e Rádio[2]

## Nascimentos
| Data            | Nome                         | Profissão                                    | Nacionalidade                  | Observações | Ref                        |
| --------------- | ---------------------------- | -------------------------------------------- | ------------------------------ | --- | -------------------------- |
| 13 de janeiro   | Karl Menger                  | matemático                                   | Áustria                        | m. 1985 |                            |
| 10 de fevereiro | Walter Houser Brattain       | físico                                       | Estados Unidos                 | m. 1987 Nobel da Física 1956                                                                                                  | [ 3 ]                      |
| 4 de abril      | Eberhard Hopf                | matemático                                   | Áustria                        | m. 1983 Prémio Leroy P. Steele 1981                                                                                           | [ 4 ]                      |
| 9 de abril      | Théodore Monod               | naturalista, explorador, erudito e humanista | França                         | m. 2000 |                            |
| 23 de abril     | Charles Leo Hitchcock        | botânico e zoólogo                           | Estados Unidos                 | m. 2000 |                            |
| 30 de abril     | Theodore Schultz             | economista                                   | Estados Unidos                 | m. 1998 Nobel de Economia 1979                                                                                                | [ 5 ]                      |
| 3 de maio       | Alfred Kastler               | físico                                       | França                         | m. 1984 Nobel da Física 1966                                                                                                  | [ 3 ]                      |
| 8 de maio       | Andre Michael Lwoff          | microbiologista                              | França                         | m. 1994 Nobel de Fisiologia ou Medicina 1965                                                                                  | [ 6 ]                      |
| 18 de junho     | Barbara McClintock           | geneticista                                  | Estados Unidos                 | m. 1992 Nobel de Fisiologia ou Medicina 1983 Prémio Albert Lasker de Pesquisa Médica Básica 1981 Prémio Wolf de Medicina 1981 | [ 6 ] [ 7 ] [ 8 ]          |
| 10 de julho     | Kurt Alder                   | químico                                      | Alemanha                       | m. 1958 Nobel da Química 1950                                                                                                 | [ 9 ]                      |
| 11 de julho     | Samuel Abraham Goudsmit      | físico                                       | Países Baixos / Estados Unidos | m. 1978 Medalha Max Planck 1964                                                                                               | [ 10 ]                     |
| 11 de Julho     | Sérgio Buarque de Holanda    | historiador e crítico literário              | Brasil                         | m. 1982 |                            |
| 22 de julho     | Philip Henry Kuenen          | geólogo                                      | Países Baixos                  | m. 1976 Medalha Penrose 1961 Medalha Gustav Steinmann 1966 Medalha Wollaston 1970                                             | [ 11 ] [ 12 ]              |
| 26 de julho     | Stanisław Gołąb              | matemático                                   | Polónia                        | m. 1980 |                            |
| 28 de julho     | Karl Popper                  | filósofo da ciência                          | Áustria / Reino Unido          | m. 1994 |                            |
| 8 de agosto     | Paul Dirac                   | físico                                       | Reino Unido                    | m. 1984 Nobel da Física 1933 Medalha Copley 1952 Medalha Max Planck 1952 Medalha Real 1939                                    | [ 3 ] [ 13 ] [ 10 ] [ 14 ] |
| 8 de agosto     | Paul Adrien Maurice Dirac    | engenheiro e matemático                      | Reino Unido                    | m. 1984 |                            |
| 10 de agosto    | Arne Wilhelm Kaurin Tiselius | químico                                      | Suécia                         | m. 1971 Nobel da Química 1948                                                                                                 | [ 9 ]                      |
| 18 de outubro   | Pascual Jordan               | físico                                       | Alemanha                       | m. 1980 Medalha Max Planck 1942                                                                                               | [ 10 ]                     |
| 4 de Novembro   | Pierre Verger                | etnólogo e fotógrafo                         | França                         | m. 1996 |                            |
| 17 de novembro  | Eugene Paul Wigner           | físico                                       | Áustria-Hungria (Hungria)      | m. 1995 Nobel da Física 1963 Medalha Max Planck 1961 Prémio Enrico Fermi 1958                                                 | [ 3 ] [ 10 ] [ 15 ]        |
| ??              | Herbert Faulkner Copeland    | biólogo                                      | Estados Unidos                 | m. 1968 |                            |

## Mortes
| Data           | Nome                    | Profissão                               | Nacionalidade  | Observações                  | Ref    |
| -------------- | ----------------------- | --------------------------------------- | -------------- | ---------------------------- | ------ |
| 8 de fevereiro | Robert Adamson          | filósofo                                | Reino Unido    | n. 1852                      |        |
| 1 de abril     | Alfred Cornu            | físico                                  | França         | n. 1841 Medalha Rumford 1878 | [ 16 ] |
| 28 de abril    | Lazarus Fuchs           | matemático                              | Alemanha       | n. 1833                      |        |
| 16 de junho    | Ernst Schröder          | matemático                              | Alemanha       | n. 1841                      |        |
| 6 de setembro  | Frederick Augustus Abel | químico                                 | Reino Unido    | n. 1827                      |        |
| ??             | John Wesley Powell      | soldado, geólogo, botânico e explorador | Estados Unidos | n. 1834                      |        |

## Prémios
Medalha Bruce
- Giovanni V. Schiaparelli[17]

Medalha Copley
- Joseph Lister[13]

Medalha Darwin
- Francis Galton[18]

Medalha Davy
- Svante August Arrhenius[19]

Medalha Guy de prata
- R.H. Hooker[20]

Medalha Hughes
- Joseph John Thomson[21]

Medalha Lyell
- Richard Lydekker[22]

Medalha De Morgan
- Alfred George Greenhill[23]

Medalha Murchison
- Frederic William Harmer[24]

Medalha de Ouro da Royal Astronomical Society
- Jacobus C. Kapteyn[25]

Medalha Real
- Edward Albert Schafer[14] e Horace Lamb[14]

Medalha Rumford
- Charles Algernon Parsons[16]

Medalha Wollaston
- Friedrich Schmidt[12]

Prémio Nobel
- Física - Hendrik Lorentz,[3] Pieter Zeeman.[3]
- Química - Hermann Emil Fischer.[9]
- Fisiologia ou Medicina - Ronald Ross.[6]

Prémio Rumford
- George Ellery Hale[26]